# Albert Kruschel
Albert Michael Kruschel (21 de outubro de 1889 — 25 de março de 1959) foi um ciclista olímpico estadunidense. Representou sua nação nos Jogos Olímpicos de Verão de 1912, onde conquistou uma medalha de bronze, na prova de corrida individual em estrada.